# Xã Middlesex, Quận Butler, Pennsylvania
Xã Middlesex (tiếng Anh: Middlesex Township) là một xã thuộc quận Butler, tiểu bang Pennsylvania, Hoa Kỳ. Năm 2010, dân số của xã này là 5.390 người.